# Pretty Savage
«Pretty Savage» — пісня південнокорейського жіночого гурту Blackpink з їхнього дебютного корейського студійного альбому The Album, випущена 2 жовтня 2020 року лейблами YG Entertainment та Interscope Records. Трек був написаний Тедді Паком, Денні Чоном, Løren і Vince, а продюсуванням займався Тедді разом із 24, R. Tee та Bekuh Boom. Пісня розповідає про те, що учасниці гурту не зважають на думку інших. «Pretty Savage» була виконана разом із синглом «Lovesick Girls» на кількох музичних програмах Південної Кореї, зокрема Show! Music Core та Inkigayo, а також на The Late Late Show With James Corden як реклама головного живого концерту Blackpink The Show.
«Pretty Savage» посіла 32 місце в Billboard Global 200 і увійшла до перших десяток у чартах Малайзії та Сінгапуру. Пісня також потрапила в національні чарти багатьох країн, зокрема Австралії, Канади, Нової Зеландії та Південної Кореї. У Сполучених Штатах Америки пісня дебютувала на другому місці в чарті World Digital Song Sales і на 21 у Bubbling Under Hot 100. Відтоді пісня отримала золотий сертифікат від Австралійської асоціації компаній звукозапису.

## Передісторія та просування

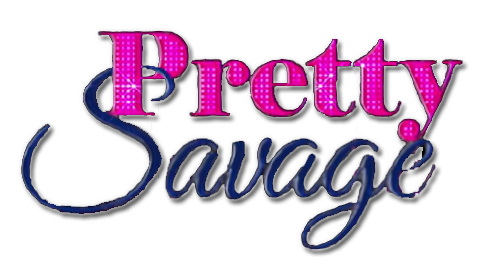
Логотип пісні

28 вересня 2020 року «Pretty Savage» оприлюднили разом із усім списком композицій альбому. На музичних і розважальних шоу пісню виконували разом із синглом «Lovesick Girls». 10 жовтня Blackpink виконали її на Show! Music Core, а наступного дня — на Inkigayo.
Blackpink також дали інтерв'ю Джеймсу Кордену на «Пізньому шоу з Джеймсом Коденом» в рамках просування віртуального концерту «The Show», а потім виконали трек як прев'ю для зазначеного концерту. Японська версія пісні стала частиною альбому The Album -JP Ver.-, що вийшов 3 серпня 2021 року.

## Композиція
«Pretty Savage» написали Тедді Пак, Денні Чон, Løren і Вінс, а продюсуванням займалися Тедді разом із 24, R. Tee та Bekuh Boom. Пісня триває три хвилини і дев'ятнадцять секунд. «Pretty Savage» — це треп-пісня з «нав'язливим вокалом і грайливим ритмом у стилі стакато», а текст являє собою «колективний середній палець ненависникам». Пісня розповідає про те, як успіх гурту приходить завдяки тому, що він відрізняється від інших.

## Критика
Пісню зустріли загалом позитивні відгуки критиків. Джейсон Ліпшуц у «Білборд» назвав «Pretty Savage» найкращою піснею в альбомі, «гіпнотичною під час своїх лютих вершин» і однією з найкращих пісень Blackpink. Келлі Альґрім з Insider назвала «Pretty Savage» «прямим уколом адреналіну» і зазначила, що текст «Yeah, we some bitchs you can't manage» є «тузом у рукаві». Тім Чан у Rolling Stone назвав пісню «найзухвалішою прощавальною піснею з часів „Thank U, Next“» Аріани Гранде. У негативнішій рецензії Мікаель Вуд у «Лос-Анджелес Таймс» описав пісню, поряд із синглом «How You Like That», як «дві нечітко сформульовані декларації лютого самовизначення».

## Учасники запису
Джерело: буклети альбому.
Студія
- Записано в The Black Label Studio (Сеул)
- Зведено в The Lab (Лос-Анджелес) і MixStar Studios (Вірджинія-Біч, Вірджинія)
- Мастеринг проведено в Sterling Sound (Нью-Йорк)

Учасники
- Blackpink — вокал
- Тедді Пак — автор тексту, композитор, аранжувальник
- Løren — автор тексту
- Вінс — автор тексту
- Денні Чон — автор тексту
- FanFan — автор тексту (японська версія)
- R.Tee — композитор, аранжувальник
- 24 — композитор, аранжувальник
- Йонін Чхве — звукорежисер
- Джейсон Роберт — інженер-мікшер
- Сербан Ґенеа — інженер-мікшер
- Ренді Меррілл — мастеринг

## У культурі
«Pretty Savage» грала у фільмі Netflix 2021 року «Усім хлопцям: Завжди і назавжди». Південнокорейський хлопчачий гурт iKon виконав рімейк пісні під назвою «Classy Savage» за участю Ліси на конкурсному шоу Kingdom: Legendary War 2021 року. «Pretty Savage» стала частиною саундтреку бразильської теленовели 2021 року Quanto Mais Vida, Melhor!

## Чарти

### Тижневі чарти
| Чарт (2020)                                    | Пікова позиція |
| ---------------------------------------------- | -------------- |
| Австралія (ARIA)                               | 71             |
| Канада (Canadian Hot 100)                      | 87             |
| Billboard Global 200                           | 32             |
| Малайзія (RIM)                                 | 2              |
| Нова Зеландія New Zealand Hot Singles (RMNZ)   | 8              |
| Португалія (AFP)                               | 64             |
| Сінгапур (RIAS)                                | 3              |
| Південна Корея (Gaon)                          | 45             |
| Південна Корея (K-pop Hot 100)                 | 36             |
| США Bubbling Under Hot 100 Singles (Billboard) | 21             |
| США World Digital Song Sales (Billboard)       | 2              |

### Місячні чарти
| Чарт (2020)           | Пікова позиція |
| --------------------- | -------------- |
| Південна Корея (Gaon) | 51             |

## Сертифікації
| Регіон                                                      | Сертифікація  | Продажі |
| ----------------------------------------------------------- | ------------- | ------- |
| Австралія (ARIA)                                            | Золотий       | 35 000  |
| Бразилія (ABPD)                                             | 3× Платиновий | 120 000 |
| продажі+прослуховування, що базуються лише на сертифікаціях |               |         |